# Абул Касим Номани
Абул Касим Номани (араб. مفتي أبوالقاسم نعماني‎) — индийский мусульманский учёный-суннит и нынешний вице-канцлер Дар уль-Улюм Деобанд. Он входит в число 500 самых влиятельных мусульман по версии Royal Islamic Strategic Studies Centre.

## Биография
Родился в Варанаси (Банарас), штат Юта, 14 января 1947 года. Он окончил Дар уль-Улюм Деобанд в 1967 году. Стал членом Меджлис-Аш-Шура (руководящего совета) Дарул Улум в 1992 году.
Номани был назначен вице-канцлером Дар уль-Улюм Деобанд 24 июля 2011 года после ухода Гулама Мохаммада Вастанви.
14 октября 2020 года Номани был назначен профессором хадисов в семинарии Деобанд.